# Жилијен Бонер
Жулијен Бонејр (фр. Julien Bonnaire; 20. септембар 1978) бивши је француски рагбиста. Висок 193 цм, тежак 100 кг, у каријери је играо за ЦС Бургоин 2001−2007. (128 утакмица, 70 поена) и Клермон 2007−2015. (181 утакмица, 70 поена). За репрезентацију Француске је дебитовао 21. марта 2004. у утакмици купа шест нација против Шкотске. За "галске петлове" је укупно одиграо 75 утакмица и постигао 6 есеја. Са Клермоном је изгубио 2 финала купа шампиона (2013 и 2015) и 1 освојио титулу шампиона Француске (2010). Са репрезентацијом Француске је 4 пута освајао куп шест нација (2004, 2006, 2007 и 2010). Бранио је боје Француске на 2 светска првенства.